# Linzer Athletik-Sport-Klub 2015-2016
Questa voce raccoglie le informazioni riguardanti il Linzer Athletik-Sport-Klub nelle competizioni ufficiali della stagione 2015-2016.

## Rosa
| N. |                    | Ruolo | Calciatore         |
| -- | ------------------ | ----- | ------------------ |
| 1  | Austria (bandiera) | P     | Pavao Pervan       |
| 5  | Austria (bandiera) | C     | Sebastian Schröger |
| 9  | Brasile (bandiera) | A     | Fabiano            |
| 11 | Austria (bandiera) | C     | Felipe Dorta       |
| 12 | Austria (bandiera) | C     | Tobias Pellegrini  |
| 13 | Austria (bandiera) | D     | Maximilian Ullmann |
| 14 | Austria (bandiera) | C     | Christopher Drazan |
| 15 | Austria (bandiera) | A     | Markus Hammerer    |
| 16 | Austria (bandiera) | C     | Lukas Grgic        |
| 17 | Austria (bandiera) | D     | Felix Luckeneder   |
| 18 | Austria (bandiera) | C     | Thomas Hinum       |
| 21 | Qatar (bandiera)   | C     | Assim Madibo       |
| 22 | Austria (bandiera) | C     | Nikola Dovedan     |

| N. |                    | Ruolo | Calciatore          |
| -- | ------------------ | ----- | ------------------- |
| 33 | Austria (bandiera) | D     | Harun Erbek         |
| 34 | Austria (bandiera) | C     | Peter Michorl       |
| 35 | Austria (bandiera) | P     | Maximilian Penz     |
|    | Austria (bandiera) | D     | Stefan Hager        |
|    | Austria (bandiera) | P     | Nicolas Schmid      |
|    | Austria (bandiera) | A     | René Gartler        |
|    | Austria (bandiera) | C     | Mario Reiter        |
|    | Austria (bandiera) | D     | Christian Ramsebner |
|    | Spagna (bandiera)  | D     | Ione Cabrera        |
|    | Austria (bandiera) | C     | Manuel Kerhe        |
|    | Austria (bandiera) | A     | Thomas Fröschl      |
|    | Austria (bandiera) | C     | Reinhold Ranftl     |
|    | Austria (bandiera) | C     | Doğan Erdoğan       |